# Nordscheide
Nordscheide war eine Gemeinde im Kreis Schleswig in der preußischen Provinz Schleswig-Holstein.

## Geographie

### Lage
Die Gemeinde lag südlich von Flensburg und nördlich von Schleswig.

### Einwohnerzahl
Am 1. Dezember 1871 hatte die Gemeinde 93 Einwohner.

### Orte
Die wichtigsten Orte in der Gemeinde Nordscheide waren Bistoft, Havetoft und Torsballig.

## Geschichte
Am 2. November 1874 wurde die Gemeinde aufgeteilt. Ihre Nachfolgegemeinden waren Bistoft (jetzt Gemeinde Großsolt), Havetoft und Torsballig (jetzt Gemeinde Mittelangeln). Sie liegen im Kreis Schleswig-Flensburg.

## Trivia
Sowohl in der Gemeinde Havetoft als auch in der Gemeinde Mittelangeln ist Nordscheide eine Straßenbezeichnung für dieselbe die Gemeindegrenze überschreitende Straße.